# Minturn (Arkansas)
Minturn è un comune degli Stati Uniti d'America, situato in Arkansas, nella contea di Lawrence.